# 金牛山秃鹫
金牛山秃鹫（学名：Aegypius jinniushanensis）是一种已灭绝的旧大陆秃鹫，生活于更新世中期。该物种的化石于中国辽宁省金牛山遗址被发现，2012年由张子慧、黄蕴平、海伦·詹姆斯（Helen F. James）、侯连海描述。